# Anomala ignipes
Anomala ignipes är en skalbaggsart som beskrevs av Lin 1996. Anomala ignipes ingår i släktet Anomala och familjen Rutelidae. Inga underarter finns listade i Catalogue of Life.